# Sin reglas
Sin reglas (título original: Méditerranées) es una película francesa de drama y crimen de 1999, dirigida por Philippe Bérenger, que a su vez la escribió junto a Jacky Cukier, musicalizada por Bruno Bertoli, en la fotografía estuvo Michel Sourioux y los protagonistas son Vincent Cassel, Enrico Lo Verso y Richard Bohringer, entre otros. El filme se estrenó el 7 de octubre de 1999.

## Sinopsis
Luego de pasar muchos años en la cárcel, Pitou, vuelve a la ciudad donde nació. Ni se imagina todas las frustraciones que le va a tocar vivir en ese lugar.